# Zone de peuplement industriel et urbain
Le concept de zone de peuplement industriel et urbain (ZPIU) a été créé en France en 1962 par l’Insee pour mesurer l’influence des unités urbaines sur les espaces ruraux qui les entourent et cerner ainsi la croissance des espaces périurbains. En raison de l'étalement urbain, les villes exercent une influence de plus en plus forte sur les communes rurales environnantes à partir du début des Trente Glorieuses que cet outil permet de mesurer efficacement
Pour construire les ZPIU, l’Insee retenait, autour de chaque unité urbaine :
- les communes rurales comptant un ou plusieurs établissements industriels, commerciaux ou administratifs de 20 salariés ou plus et dont l’effectif cumulé représentait 100 salariés au minimum, de façon à former la catégorie des « communes industrielles » ;
- les communes rurales non-industrielles, mais qui présentaient un faible taux d’actifs dans l’agriculture, une part importante d’actifs allant travailler hors de la commune vers l’unité urbaine ainsi qu’un taux d’accroissement de la population significatif entre deux recensements, lesquelles constituaient des « communes dortoirs ».

Les ZPIU étaient alors l’ensemble des communes incluses dans une unité urbaine, plus les communes industrielles et les communes dortoirs qui l’entouraient. Il y avait donc une et une seule unité urbaine par ZPIU, dont la population était parfois inférieure à celle de l'ensemble de l'agglomération qu'elle dirigeait : lorsque les ZPIU sont abandonnées en 1990 les villes-centres ne représentaient que 41 % de la population, soit moins que la somme des banlieues (33 %) et des communes périurbaines (22 %) 
On comptait 844 ZPIU en 1964, regroupant environ le quart des communes françaises. Au recensement général de la population de 1990, date à laquelle le concept a été employé pour la dernière fois, les ZPIU n’étaient plus que 604 en raison de nombreuses fusions entre unités urbaines, mais elles regroupaient alors 78 % des communes et 96,3 % de la population nationale, laissant ainsi moins de 4 % de la population en zone rurale. Le concept de ZPIU n’étant plus suffisamment discriminant, l’Insee a appliqué à compter du recensement de 1999 la notion d’aire urbaine, plus stricte. Les ZPIU sont ainsi aujourd'hui un concept tombé en désuétude.